# Vincenzellus ruficollis
Vincenzellus ruficollis es una especie de coleóptero de la familia Salpingidae.

## Distribución geográfica
Habita en Europa.